# Cvitan Galić
Cvitan Galić (Gorica, 29 novembre 1909 – Banja Luka, 6 aprile 1944) è stato un aviatore croato.
Pilota da caccia dell'aeronautica militare prima del Regno di Jugoslavia e poi dello Stato Indipendente di Croazia, si conquistò la fama di asso dell'aviazione nella Kroatische Luftwaffen Legion, un reparto della Luftwaffe, durante la seconda guerra mondiale e venne decorato con la Croce di Ferro tedesca di prima e seconda classe.

## Biografia
Galić nacque il 29 novembre, 1909 nel villaggio di Gorica, presso Grude in Bosnia ed Erzegovina, vicino alla costa orientale del mare Adriatico. Dopo essersi diplomato alla scuola superiore di Sovići, alla fine degli anni venti si arruolò nella Aeronautica reale iugoslava (JKRV), conseguendo il brevetto di pilota e proseguendo gli studi all'accademia di Mostar dal 1932.
Durante l'Operazione 25, nome in codice dell'invasione del Regno di Jugoslavia da parte delle forze armate dell'Asse nell'ambito delle operazioni della seconda guerra mondiale, Galić si trovava con il suo reparto a Kosor, una località nei pressi di Mostar. Decise quindi di disertare in volo fino a Sinj per unirsi alla Aeronautica militare del NDH, la forza aerea del neofondato Stato Indipendente di Croazia (NDH) e quindi arruolarsi nella Kroatische Luftwaffen Legion, uno speciale reparto della Luftwaffe formato da piloti croati. Assieme ai compagni si trasferì a Fürth, vicino a Norimberga, per ricevere un addestramento specifico prima di essere assegnato al 15 (kroat.)/JG 52, lo staffel croato aggregato allo Jagdgeschwader 52.
Ai comandi di un caccia Messerschmitt Bf 109 durante le operazioni sul Fronte orientale, Galić venne accreditato di 38 abbattimenti confermati e completando due tour. Il 23 giugno 1943 venne quindi insignito della Deutsches Kreuz in oro, seguita dalle Croci di Ferro di prima e seconda classe. In seguito ricevette anche l'Ordine militare del Trifoglio di ferro da Ante Pavelić per il coraggio e fu insignito del titolo di vitez (cavaliere).
Il 6 aprile 1944 morì, colpito da una bomba, sull'aeroporto di Zalužani, vicino a Banja Luka, quando uno Squadron di Supermarine Spitfire della South African Air Force attaccò la base aerea mentre Galić era da poco atterrato con il suo Morane-Saulnier M.S.406 .